# 永光镇
永光乡，是中华人民共和国四川省南充市仪陇县下辖的一个乡镇级行政单位。2019年9月，撤销永光乡和炬光乡，设立永光镇，以原永光乡和原炬光乡所属行政区域为永光镇的行政区域。

## 行政区划
永光乡下辖以下地区：
春晖村、三桥村、天马村、风景村、龙王村、马安村、丰产村、永光村、兰堰村、龙头村和南天村、红花村、雷鸣村、衡权村、安全村、炬光村、土桥村、黄通村、通天村和青山村。